# Tropisternus cordieri
Tropisternus cordieri är en skalbaggsart som beskrevs av Armand D'Orchymont 1922. Tropisternus cordieri ingår i släktet Tropisternus och familjen palpbaggar. Inga underarter finns listade i Catalogue of Life.